# Portacosa cinerea
Portacosa cinerea — вид павуків родини павуків-вовків (Lycosidae). Описаний у 2017 році.

## Етимологія
Назва роду походить від латинського слова portus — «двері», що вказує на поведінку павука у будівництві люків на вході у нірку, і — cosa — родове закінчення, яке використовується для родів родини Lycosidae.
Видовий епітет cinereus — «сірий», відноситься до кольору павука.

## Поширення
Ендемік Австралії. Поширений в південно-східній материковій частині Австралії (Квінсленд, Новий Південний Уельс, Австралійська столична територія, Вікторія, Південна Австралія) і Тасманії. Він віддає перевагу ущільненим, відкритим і часто відкритим на сонці середовищам існування, таким як узбіччя доріг і береги річок, але його також можна зустріти у відкритих лісах і луках. Типове середовище — відкритий прибережний ліс Eucalyptus camaldulensis.

## Опис
Рід включає великих (загальна довжина 9,5–25,0 мм) павуків-вовків рівномірного сірого кольору з унікальною морфологією геніталій, тобто вентральний виступ тегулярного апофіза педіпальпи самця порівняно гострий і розташований до його ретролатерального краю, а чітко виражена передня частина капюшон жіночої епігіні безперервний з перевернутою Т-подібною серединною перегородкою.

## Спосіб життя
На відміну від більшості інших представників Lycosinae в Австралії, цей вид закриває свою нору люком, схожим на пробку.